# Oryzias
Oryzias is een geslacht van straalvinnige vissen uit de familie van schoffeltandkarpers (Adrianichthyidae).

## Soorten
De volgende soorten zijn bij het geslacht ingedeeld:
- Oryzias bonneorum (Parenti, 2008)
- Oryzias carnaticus (Jerdon, 1849)
- Oryzias celebensis (Weber, 1894)
- Oryzias curvinotus (Nichols & Pope, 1927)
- Oryzias dancena (Hamilton, 1822)
- Oryzias hadiatyae (Herder & Chapuis, 2010)
- Oryzias haugiangensis (Roberts, 1998)
- Oryzias hubbsi (Roberts, 1998)
- Oryzias javanicus (Bleeker, 1854)
- Oryzias latipes (Temminck & Schlegel, 1846)
- Oryzias luzonensis (Herre & Ablan, 1934)
- Oryzias marmoratus (Aurich, 1935)
- Oryzias matanensis (Aurich, 1935)
- Oryzias mekongensis (Uwa & Magtoon, 1986)
- Oryzias melastigma (McClelland, 1839)
- Oryzias minutillus (Smith, 1945)
- Oryzias nebulosus Parenti & Soeroto, 2004)
- Oryzias nigrimas (Kottelat, 1990)
- Oryzias orthognathus (Kottelat, 1990)
- Oryzias pectoralis (Roberts, 1998)
- Oryzias profundicola (Kottelat, 1990)
- Oryzias sarasinorum (Popta, 1905)
- Oryzias setnai (Kulkarni, 1940)
- Oryzias sinensis (Chen, 1989)
- Oryzias songkhramensis (Magtoon, 2010)
- Oryzias timorensis (Weber & de Beaufort, 1922)
- Oryzias uwai (Roberts, 1998)
- Oryzias woworae (Parenti & Hadiaty, 2010)